# Euplectus punctatus
Euplectus punctatus är en skalbaggsart som beskrevs av Étienne Mulsant 1861. Euplectus punctatus ingår i släktet Euplectus, och familjen kortvingar. Arten är reproducerande i Sverige.